# Nicolas Hunziker
Nicolas Ernst Hunziker (* 23. Februar 1996 in Basel) ist ein ehemaliger Schweizer Fussballspieler.

## Karriere

### Verein
Als 17-Jähriger wurde er in einem Medienbeitrag eines Sponsors als „vielleicht grösstes Stürmertalent der Schweiz“ bezeichnet. Hunziker war auf verschiedenen Positionen einsetzbar, in seinen ersten vier Einsätzen in der Saison 2015/16 spielte er als Rechter Aussenverteidiger, als Flügel, als 10er und schliesslich auf seiner erlernten Position als Stürmer. Am Saisonende wurde er mit dem FC Basel Schweizer Meister. Am 2. September 2016 wurde er bis Ende der Saison 2016/17 an die Grasshoppers ausgeliehen. Ende der Saison 2016/17 wechselte Hunziker ablösefrei zum FC Thun und unterschrieb für 3 Jahre. Nach mehreren Verletzungen löste er im September 2019 seinen Vertrag mit dem Verein vorzeitig auf. Nach vorübergehender Vereinslosigkeit schloss er sich im Februar 2020 dem FC Baden an, kurze Zeit später wurde jedoch aufgrund der COVID-19-Pandemie in der Schweiz die Saison vorzeitig abgebrochen. Ohne dass er bis dahin ein Pflichtspiel für den Verein absolviert hatte, erklärte Hunziker im August 2020 das Ende seiner Spielerkarriere.

### Nationalmannschaft
Hunziker durchlief von der U15 bis zur U21 die Schweizer Juniorennationalmannschaften. Mit der U17-Auswahl nahm er 2013 an der U17-Europameisterschaft teil, bei der das Team in der Vorrunde ausschied. Bis 2017 spielte er zuletzt in der U21-Nationalmannschaft.